# هون
هون‌ها، مردمانی  کوچ‌نشین از آسیای مرکزی بودند که از سال ۳۷۰ میلادی به جنوب شرقی اروپا حمله کردند و در طول هفت دهه بعد امپراتوری عظیمی در آنجا و در اروپای مرکزی برپا کردند. آنان چند سال پس از اواسط قرن چهارم از آن سوی رودخانه ولگا ظاهر شدند و ابتدا سرزمین آلانی‌ها  که دشت‌های بین رودخانه‌های ولگا و دون بود را تسخیر کردند و سپس به سرعت امپراتوری استروگوت‌ها را بین دون و دنیستر سرنگون کردند. آنها در حدود ۳۷۶  ویزیگوت‌هایی را که در تقریباً رومانی کنونی شکست دادند و بدین ترتیب با امپراتوری روم هم‌مرز شدند. هون یک اصطلاح جمعی برای سوارکاران با ریشه‌های مختلف بوده که سبک زندگی عشایری یا نیمه عشایری داشتند. به باور پژوهشگران تصور بر این است که هون‌ها از تبار شیونگ نو‌ها باشند.هون‌ها قومی بودند که در سده‌های چهارم و ششم میلادی در آسیای میانه، قفقاز و اروپای شرقی زندگی می‌کردند. مهاجرت هون‌ها به سمت غرب با یک قوم ایرانی‌تبار به نام آلان‌ها همراه است.با وجود اینکه تبار هون‌ها به صورت دقیق اثبات نشده، شواهد جدید ژنتیک‌شناسی حاکی از آن است که هون‌ها احتمالاً قومی ترک بودند یا با آن‌ها ریشه مشترک داشتند
هون‌ها گروهی متحد از قبایل مختلف بودند که بیش از هزار سال نام خود را در نقشهٔ آسیا و اروپا به عنوان عشایری جنگجو ثبت کردند. در سدهٔ پنجم میلادی حتی تا نزدیکی رم پیش رفتند ولی سپس ناپدید و مجذوب اقوام اوراسیا شدند. حتی ممکن است مهاجرت بزرگ هون‌ها عامل محرک فروپاشی امپراتوری روم باشد. پژوهش‌ها زبان ارتباطی بین هونها را تعیین نکرده است.

## ریشه شناسی واژه
هون /hōn,hawn زمین شیارکرده کلوخ زار را گویند زارعتی را نيز گفتند اند که سنگ و کلوخ بسیار داشته باشند(برهان قاطع)
درجهانگیری (۲۱۳۸/۲) با ((اوّل وثانی مفتوح)):ha.van.
گلِ هون کلوخ زار ": گل هون [در متن گل هوز] (السّا می فی الا سامی ۱۰/۴۸۰).[۲۵]
(با-h ی آغازی  غیر اشتقاقی)ممکن است به لغت سنسکریت: aváni- جا،موضع،مکان،زمین"مربوط باشد(scheftelowitzWZKMXXXIV/1927 220,Mayrhofer KEWA I/58
[۲۶]

## ساختار ارتش
در دوران باستان علی‌الخصوص در سرزمین‌های قاره اروپا در حالی که خیلی از دولت‌های آن زمان در تدارک امنیت خود به کشورهای بزرگتر از جمله روم یا ایران وابسته بودند، در نواحی استپ نشین حوالی خزر و دریای سیاه کنفدراسیونی از عشایر تشکیل شد که تمام ارکان حکومتی لازم برای تشکیل یک امپراتوری را دارا بود.
یکی از حیاتی‌ترین این ارکان، ارتش برای تهاجم و تدافع بود که هون‌ها به مدت چند دهه سراسر قاره اروپا را با این عنصر درنوردیدند.
هون‌ها کماندارانی قهار بودند که به سبک پارتی می‌توانستند در هنگام حرکت از پشت اسب دشمنان خود را از فاصله دور از پای درآورند. کمان‌های کامپوزیتی و سواران چابک در حقیقت اصلی‌ترین عنصر ارتش هون‌ها بودند.
نبرد اوتوس یکی از مواردی بود که در آن امپراتوری هون به رهبری آتیلا توانست نیروهای بیزانسی را در هم‌ شکند.
راهبرد کلی نبرد و سبک جنگی هون‌ها به‌طور عمده مبنی بر عدم درگیری سنگین و تن به تن بود. شیوه محاصره شهرها با ساخت برجک اطراف دیوارها و تخریب و هجوم‌های پیاپی تعریف می‌شد اما در صحنه نبردهای باز در دشت‌ها از سواران سنگین اسلحه بهره می‌جستند که از طبقات اشراف تشکیل می‌شدند.
افسران ارتش هون تنها مردانی بودند که در دوران باستان در طی مدتی کوتاه باعث سقوط تمدن‌های بزرگ آن زمان شدند.

## خاستگاه
از آن‌جا که تقریباً هیچ نوشته‌ای از هون‌ها به جای نمانده و عمده اطلاعات ما از این قوم از حفاری‌های باستان‌شناسی و همچنین آنچه مورخان زمان (اکثراً دشمنانشان) از آن‌ها نوشته‌اند به دست می‌آید بنابراین این نوشته‌ها با توجه به تخاصم طولانی مدت خالی از اغماض نیستند. شواهد تاریخی گویای آن است که این قوم پیرامون ۵ سده پیش از میلاد در زمین‌های شمال چین حدود مغولستان امروزی به دام‌داری مشغول بوده و عمدتاً قومی کوچ‌نشین بودند. هون‌ها در اوج قدرت خود عموماً مردمانی را شامل می‌شدند که در نتیجه اتحادها و کنفدراسیون‌های متعدد با یکدیگر در راستای منافع مشترک همزیستی داشتند. اما می‌توان با توجه به عمده نژاد قبایل هون که از سرزمین‌های شرق خزر بودند به این نتیجه دست یافت که اکثریت آنها را قبایل ترک تشکیل می‌دادند.
بر اساس پژوهش‌های ژنتیکی بر اسکلتهای متعلق به هونها، هاپلوگروپ پدری بیشتر آنها متعلق به هاپلوگروپ (تک گروه) Q بوده و این از ریشه ترکی-سیبریایی آنها حمایت می‌کند، بنابراین به نظر می‌رسد هون‌ها با سایر ترکان آسیای مرکزی، تباری مشترک دارند.
منابع غربی اما زمانی که به بررسی هون‌ها می‌پردازند آنها را طوایف و اقوام جدا شده از مغول می‌دانند که این به دلیل تشخیص اشتباه آنهاست و باید توجه کرد که فقط گونه‌هایی با استخوان برآمده و چشمان تنگ و کشیده نمی‌تواند دلیلی بر منسوبیت آنها به اقوام مغول باشد.
در مورد منشأ هون‌های غربی می‌توان به صراحت گفت که خصوصیت‌های نژادی و حالت چهره آنها بسیار شبیه به مردم  تُرک آسیای مرکزی بود. در حال حاضر مورخان به این نکته اذعان دارند که بر عکس امپراتوری مغولان که در زمان چنگیز خان تشکیل شدند، درون امپراتوری هون غربی، اقوام و طوایفی که از نژاد و نسل خالص مغول باشند وجود نداشته و اقوامی که همراه هونها بودند بیشتر طوایف اختلاط یافته‌ای از نژاد ترک و مغول محسوب می‌شدند. اطلاعات موجود در این دوره از تاریخ نشان می‌دهد اقوامی از هونها که به غرب کوچ کردند اقوامی از ترکان بودند هرچند در مورد چگونگی تلاش آنها برای به‌دست آوردن استقلال و تشکیل حکومت مستقل خود اطلاعات مناسبی وجود ندارد.

## ایجاد کلونی در مرزهای مجارستان کنونی

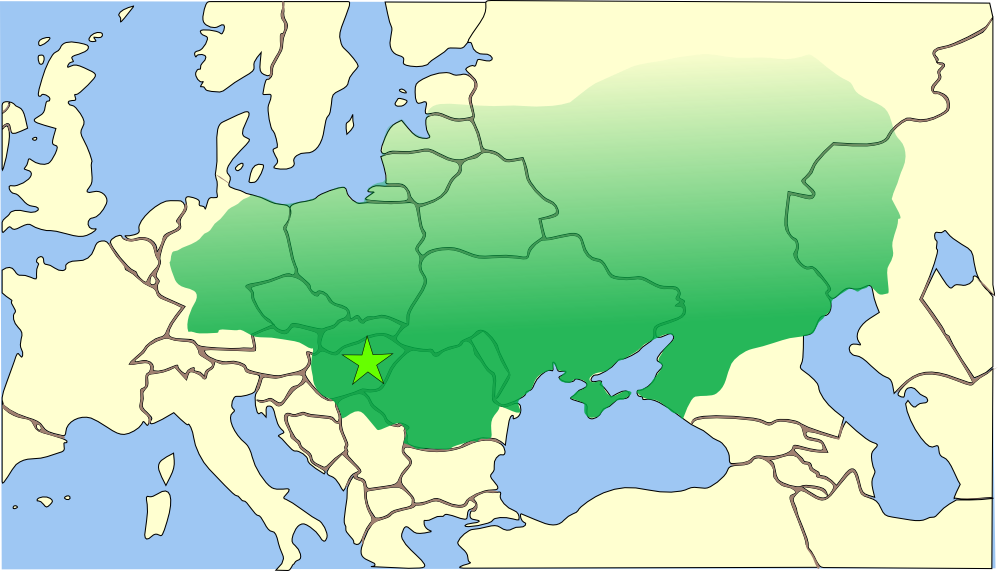
قلمرو هون‌ها از استپ‌های آسیای میانه تا آلمان امروزی و از دریای سیاه تا دریای بالتیک گسترده‌بود. ستارهٔ سبز نشانگر محل احتمالی «پایتخت» آتیلا در مجارستان امروزی است.

به مرور زمان، هون‌ها رو به غرب گذاشتند و از اوائل سدهٔ دوم میلادی در شمال دریای خزر و حوالی رود ولگا و رشته‌کوه اورال سکونت اختیار کرده و جایگزین اقوام سکائی شدند که قبلاً این مناطق را در تصرف داشتند. از سدهٔ سوم پس از میلاد، قسمتی از هون‌ها به غرب مهاجرت کرده و با امپراتوری روم آشنا شدند. به قول مورخان زمان، هون‌ها مداوما به شهرهای امپراتوری روم شرقی (بیزانس) حمله کرده، شهرها را آتش زده و تاراج می‌کردند. در قرن چهارم امپراتوری بیزانس که خود به همراه امپراتوری روم غربی مشغول جنگ با وندال‌ها و گوت‌ها بود و تضعیف شده بود، با هون‌ها وارد مذاکره شده و با بخشیدن سالیانه مقدار کلانی طلا و همچنین اعطاء زمین به آن‌ها، برای مدتی آنان را از حمله بیشتر بازمی‌دارد. زمینی که رومی‌ها به هون‌ها می‌بخشند بخش غربی مجارستان امروزی است که نام لاتین آن یعنی هونگاریا (Hungaria) به معنی سرزمین هون‌ها، با کمی تفاوت در زبان‌های اروپایی امروز همچنان دیده می‌شود.

## لشکرکشی آتیلا به روم

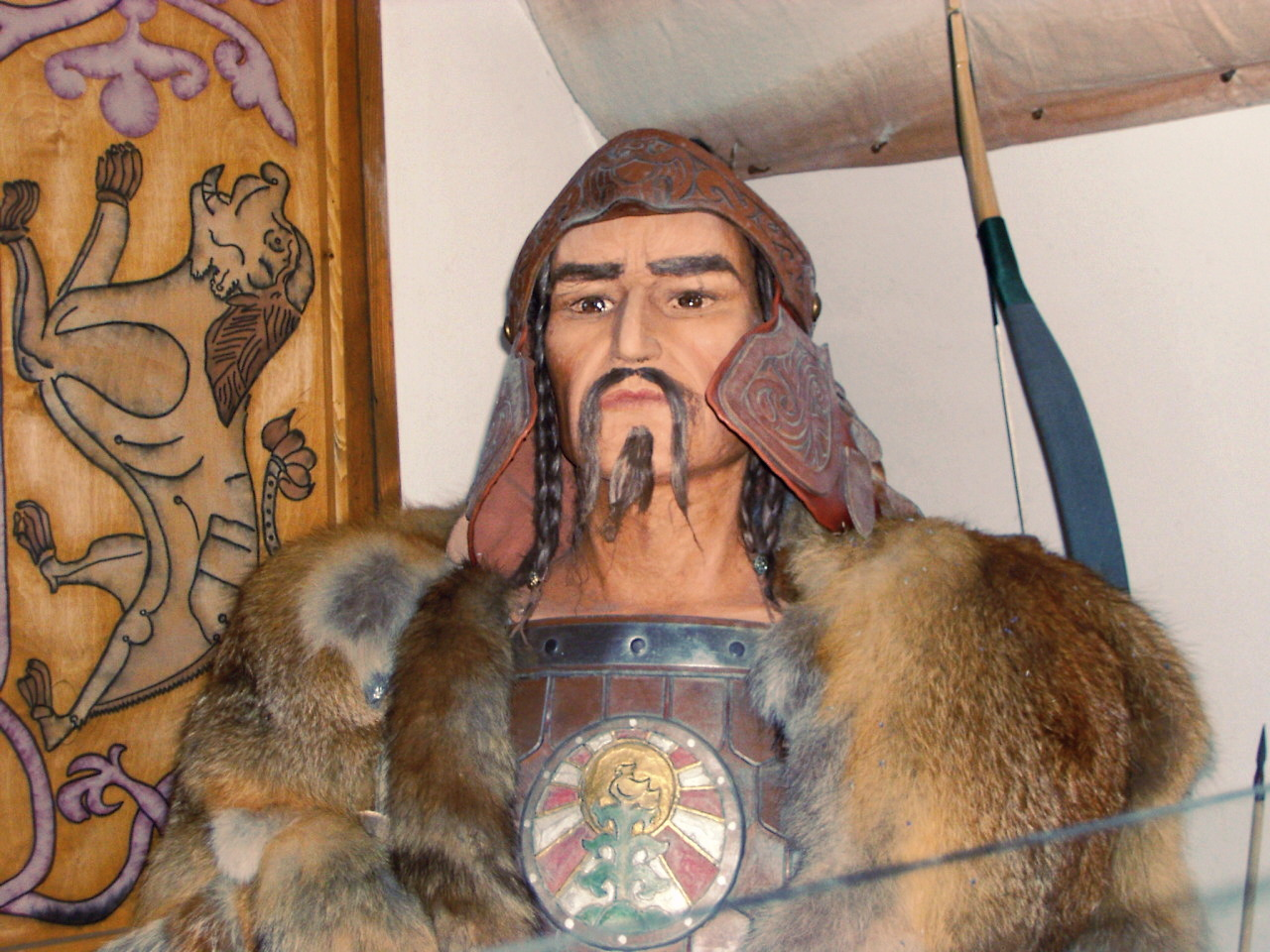
رخساره آتیلا در یک موزه در مجارستان

در سال ۴۳۴ میلادی آتیلا و بلدا پادشاهان مشترک امپراتوری هون شدند آنها طی قرارداد صلح با امپراتوری بیزانس رومیان را مجبور کردند تا خراج‌های را که به هون‌ها می‌دادند را دوبرابر کنند. بعد از آن که بیزانسی‌ها مبلغ قرار داد را پرداخت نکردند آتیلا حمله سختی به آنها کرد و تا قسطنطنیه پیشروی کرد
در حدود سال ۴۴۵ آتیلا برادرش بلدا را به قتل رساند و در سال ۴۴۷ به دلیل عدم پرداخت جزیه از جانب امپراتور دومین حمله بزرگ خود را به امپراتوری روم شرقی انجام داد. او بالکان را درنوردید و به سمت جنوب یونان تا ترموپیل یورش برد.
از زمان آمیانوس هون‌ها مبالغ هنگفتی از طلا را در نتیجه قراردادهای خود با رومیان و همچنین از طریق غنایم و فروش زندانیان خود به رومیان به دست آورده بودند. این هجوم ثروت، شخصیت جامعه آنها را تغییر داد. رهبری نظامی و معنوی در خانواده آتیلا موروثی شد و خود آتیلا هم در صلح و هم در جنگ دارای قدرت استبدادی بود. او امپراتوری عظیم خود را به وسیله «مردان برگزیده» (لوگادها) اداره می‌کرد که وظیفه اصلی آنها حکومت و جمع‌آوری غذا و خراج از مردمان تابعه بود که توسط آتیلا به آنها منصوب شده بود.
آتیلا به گال حمله کرد اما در نبرد دشت‌های کاتالونیا یا شالون به گفته برخی از مقامات موریکا توسط نیروهای رومی و ویزیگوتیک شکست خورد. این اولین و تنها شکست آتیلا بود. در سال ۴۵۳هون‌ها به ایتالیا حمله کردند و چندین شهر را غارت کردند، اما قحطی و طاعون آنها را مجبور به ترک آن مناطق کرد. بعد از مرگ آتیلا پسران متعدد او امپراتوری او را تقسیم کردند و بلافاصله شروع به نزاع بین خود کردند. آنها سپس یک سلسله مبارزات پرهزینه را با اتباع خود که شورش کرده بودند آغاز کردند و سرانجام در سال ۴۵۵ توسط گروه ائتلافی دیگری در رودخانه ناشناسNedao در پانونیا شکست خوردند. پس از آن دولت روم شرقی مرزها را به روی هون‌ها بست که از آن به بعد دیگر نقش مهمی در تاریخ نداشتند و به تدریج به عنوان یک واحد اجتماعی و سیاسی از هم پاشیدند.
هنگامی که مارسیان، امپراتور جدید امپراتوری روم شرقی، از پرداخت خراج سالانه ای که قبلاً توافق شده بود در سال ۴۵۴ به آتیلا خودداری کرد، آتیلا دوباره نیروهایش را جمع‌آوری کرد و برای حمله به قسطنطنیه برنامه‌ریزی کرد.

اما قبل از اینکه بتواند حمله خود را آغاز کند او را در شب عروسیش پس از ازدواج با آخرین عروسش خفه کرده و به قتل رساندند

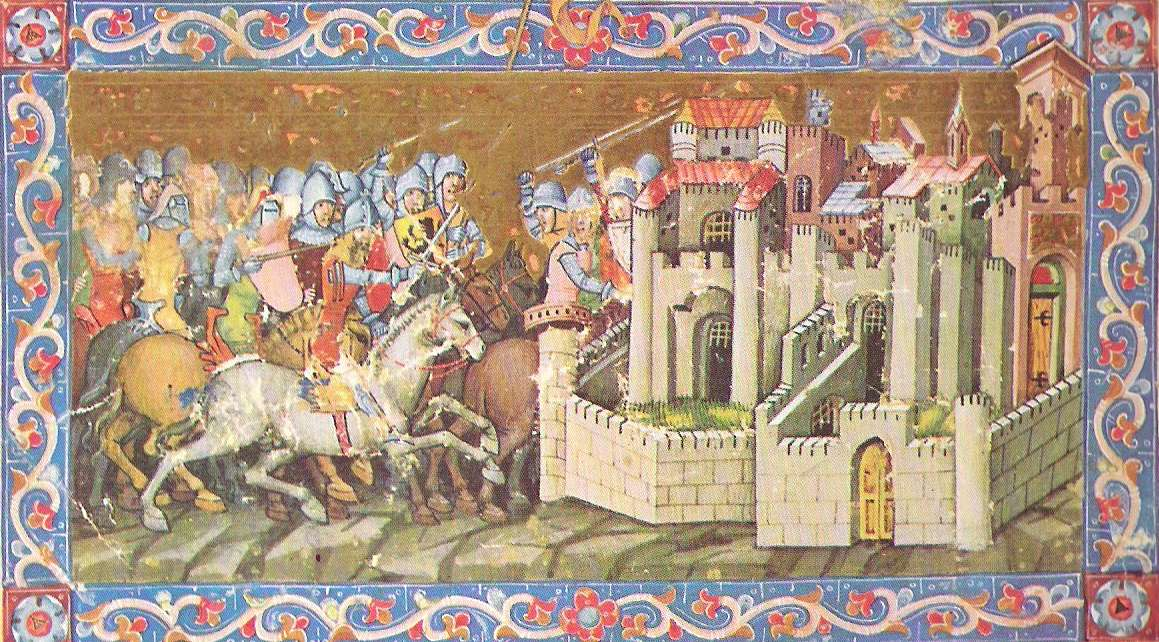
تصویری بازسازی شده از محاصرهٔ یک شهر به وسیله هون‌ها. عکس از تاریخچهٔ مصور مجارستان (Chronicon Pictum) به تاریخ ۱۳۶۰ م.

## سرانجام هون‌های غربی
پس از مرگ آتیلا هون‌ها وارد جنگ داخلی شدند به مرور زمان اتحاد خود را از دست داده، تجزیه شده، به مسیحیت گرویده و در قلب اروپا محو شدند؛ هر چند برخی از بلغارها و مجارها امروز خود را هون می‌دانند و هزاران نفر در بالکان معتقدند که بازماندهٔ مستقیم آتیلا هستند. ادعایی که آنقدرها هم که به نظر می‌آید بعید نیست؛ چرا که آتیلا تعداد زیادی همسر و فرزند داشته است. اخیراً گروهی ۲٬۵۰۰ نفری در مجارستان با امضای درخواست و تقدیم آن به پارلمان این کشور خواستار ثبت هون به عنوان یکی از گروه‌های قومی مجارستان شدند. این گروه ۲٬۵۰۰ نفری که خود را هون می‌دانند با رهبری گیورگی کیسفالودی خواستار شناسایی خود به عنوان اقلیت قومی و برخورداری از حقوق فرهنگی هستند. زبانشناسان زبان چوواشی، زبان رسمی جمهوری خودمختار چواشیا در روسیه را نزدیک‌ترین بازماندهٔ زنده به زبان هونی می‌دانند.

## ارتباط با ترک‌ها و ایرانی‌ها

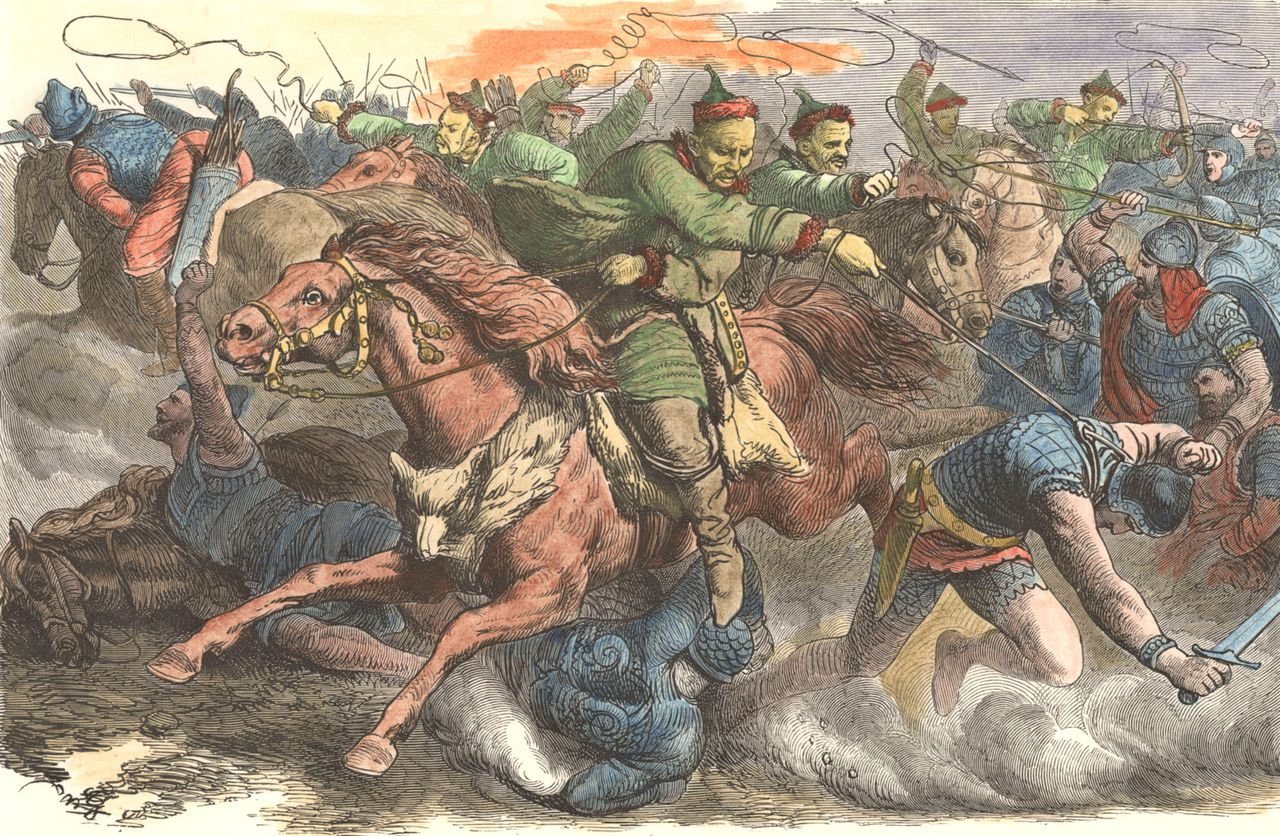
سواران هون (جامه سبز) در حال جنگ با آلان‌ها. حکاکی دههٔ ۱۸۷۰م براساس نقاشی از یوهان گایگر (۱۸۰۵–۱۸۸۰)

شباهت آوایی و ساختاری زبان‌های ترکی و زبان‌های بازمانده از هونی گواه بر ریشه و منشأ واحد قومی و فرهنگی هون‌ها و ترک‌ها است، منشأیی که به شیونگ-نوهای شمال چین برمی‌گردد.با این حال باید از یکی دانستن ترک‌ها و هون‌ها پرهیز کرد؛ بهترین راه توضیح آن این است که ترک‌ها و هون‌ها را می‌توان اقوامی دانست که هردو در ادواری مختلف، از نواحی رشته کوه‌های آلتای در آسیای مرکزی به غرب کوچ کردند.
با وجود اینکه اتحادیه‌ای که هون‌ها تشکیل دادند بیشتر از اقوام ترک تشکیل شده بود، ولی در این میان قبیله‌ها و اقوام ایرانی زبان نیز وجود داشتند که با آن‌ها دارای یک هدف مشترک بودند. البته این اقوام ایرانی بعدها به هون‌های غربی ملحق شده‌اند.
وجود برخی اسامی ایرانی در میان هون‌ها باعث نظریه وجود اقوام ایرانی زبان در بین هون‌ها شد. و این نظریه با یافته‌شدن سکه‌هایی در سرخ‌کتل نشان داد که آن نام‌ها مربوط به زبان ایرانیان باختری است.

## پی‌نوشت‌ها
1. ↑  "Hun | Description, History, Attila, & Facts | Britannica". www.britannica.com (به انگلیسی). Retrieved 2024-06-16.
2. ↑  "Hun | Description, History, Attila, & Facts | Britannica". www.britannica.com (به انگلیسی). Retrieved 2023-07-07.
3. ↑  HUNS, collective term for horsemen of various origins leading a nomadic or semi-nomadic lifestyle. They have been thought to have descended from the Hsiung-nu (also transliterated as Hiung-nu, Xiong-nu, meaning “the cruel slaves”), a nomadic people first mentioned in Chinese sources in 318 B.C.E., Martin Schottky. , “HUNS,” Encyclopædia Iranica, online edition
4. ↑  https://en.wikipedia.org/wiki/Huns
5. 1 2  Maciamo. "Eupedia". Eupedia (به انگلیسی). Retrieved 2023-07-26.
6. ↑  "However, the seed and origin of all the ruin and various disasters that the wrath of Mars aroused... we have found to be (the invasions of the Huns)" [Ammianus Marcellinus], book XXXI, chapter 2. Loeb edition, Transl. John Rolfe, first pub. 1922
7. ↑  مقاله اصلی بخش ریشه‌شناسی
8. ↑  برهان قاطع.
9. ↑  Hunnic-Warrior-Late-Roman-Cavalryman [هونی-جنگجو-رومی-اسواره].
10. ↑  The Fragmentary varia [تنوع تکه ای].
11. ↑  Mark, Joshua J. "Huns". World History Encyclopedia (به انگلیسی). Retrieved 2024-06-18.
12. 1 2  Reportret: Attila the Hun
13. ↑  Mark, Joshua J. "Huns". World History Encyclopedia (به انگلیسی). Retrieved 2024-06-16.
14. ↑  «HUNS, collective term for horsemen of various origins leading a nomadic or semi-nomadic lifestyle. They have been thought to have descended from the Hsiung-nu (also transliterated as Hiung-nu, Xiong-nu, meaning "the cruel slaves"), a nomadic people first mentioned in Chinese sources in 318 B.C.E.». iranicaonline.org (به انگلیسی). دریافت‌شده در ۲۰۲۳-۰۳-۳۱.
15. ↑  «XIONGNU (Hsiung-nu), the great nomadic empire to the north of China in the 2nd and 1st centuries BCE, which extended to Iranian-speaking Central Asia and perhaps gave rise to the Huns of the Central Asian Iranian sources». iranicaonline.org (به انگلیسی). دریافت‌شده در ۲۰۲۳-۰۳-۳۱.
16. ↑  تاریخ ترکان قبل از اسلام، نویسندگان: کامران گورون، فاروق سومر، رنه گروسه … ترجمه و تدوین: ج. جعفرزاده، ص۱۴۲.
17. ↑  "Hun | Description, History, Attila, & Facts | Britannica". www.britannica.com (به انگلیسی). Retrieved 2023-07-07.
18. ↑  "Huns". HISTORY (به انگلیسی). 2023-06-23. Retrieved 2023-07-08.
19. ↑  BBC NEWS | Europe | Hungary blocks Hun minority bid
20. ↑  Encyclopedia - Britannica Online Encyclopedia
21. ↑  «Hiung-Nu - LoveToKnow 1911». بایگانی‌شده از اصلی در ۴ اکتبر ۲۰۰۸. دریافت‌شده در ۱۴ سپتامبر ۲۰۰۸.
22. ↑  محسنی، محمدرضا 1389: "پان ترکیسم، ایران و آذربایجان" انتشارات سمرقند، ص 90
23. ↑  «History and Legacies of the Turks». بایگانی‌شده از اصلی در ۲۸ فوریه ۲۰۱۰. دریافت‌شده در ۱۲ ژوئیه ۲۰۱۱.
24. ↑  Bivar, A.D.H. " Hayāṭila[پیوند مرده]." Encyclopaedia of Islam, Second Edition. Edited by: P. Bearman , Th. Bianquis , C.E. Bosworth , E. van Donzel and W.P. Heinrichs. Brill, 2008. Brill Online. UNIVERSITEITSBIBLIOTHEEK LEIDEN. 26 November 2008

۲۵.۲۶.فرهنگ ریشه‌شناختی زبان فارسی
https://fa.m.wikipedia.org/wiki/%D9%81%D8%B1%D9%87%D9%86%DA%AF_%D8%B1%DB%8C%D8%B4%D9%87%E2%80%8C%D8%B4%D9%86%D8%A7%D8%AE%D8%AA%DB%8C_%D8%B2%D8%A8%D8%A7%D9%86_%D9%81%D8%A7%D8%B1%D8%B3%DB%8C